# 勞赫山 (芒法爾阿爾卑斯山脈)

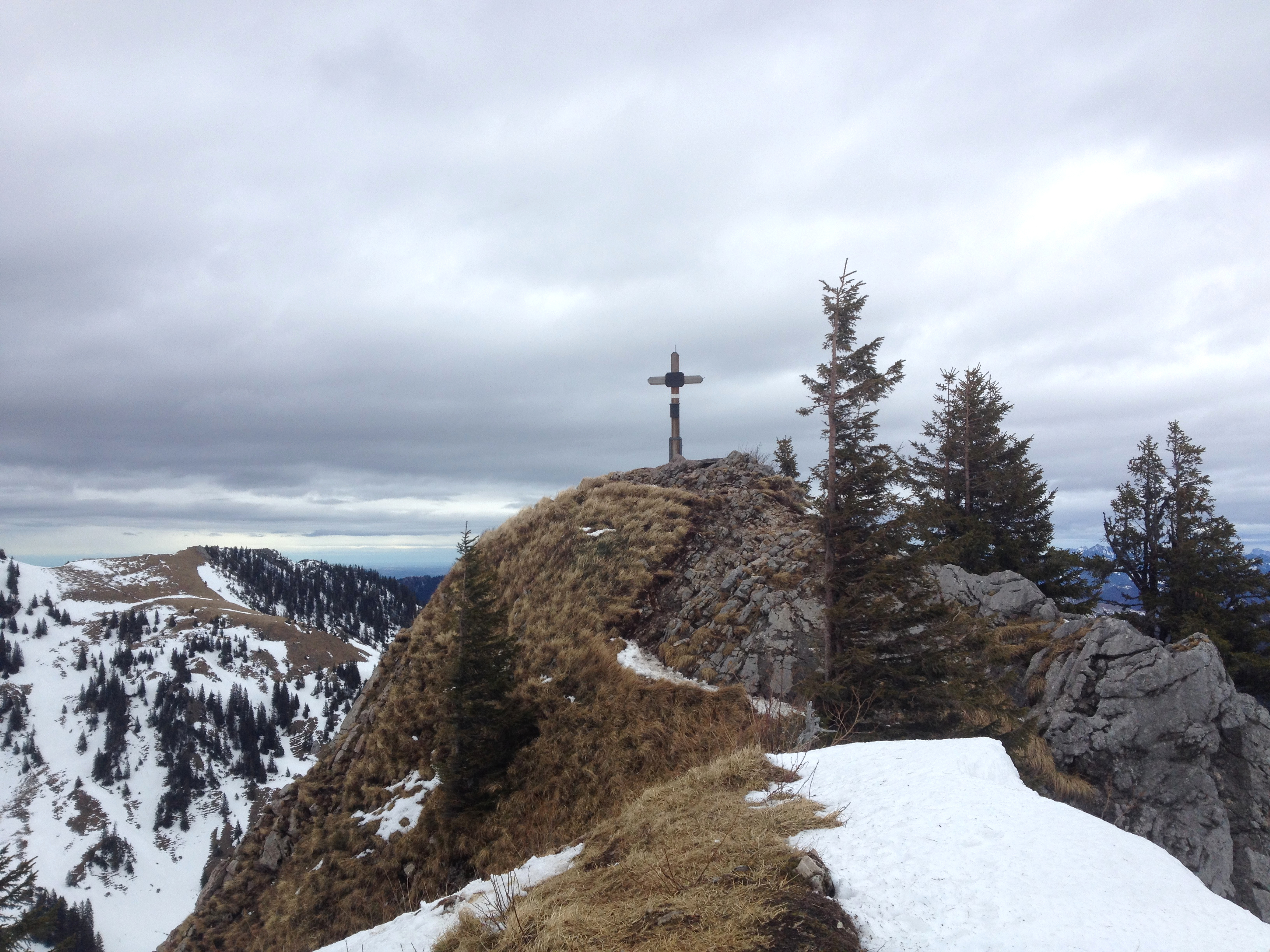

勞赫山（德語：Rauhkopf），是德國的山峰，位於該國東南部，由巴伐利亞負責管轄，屬於巴伐利亞前阿爾卑斯山脈的一部分，距離陶本施泰因山0.6公里，海拔高度1,689米，每年平均降雨量1,764毫米。